# Марчала Суд (Фиренца)
Марчала Суд је насеље у Италији у округу Фиренца, региону Тоскана.
Према процени из 2011. у насељу је живело 171 становника. Насеље се налази на надморској висини од 373 м.